# Dolichopus fuscipennis
Dolichopus fuscipennis är en tvåvingeart som först beskrevs av Christian Rudolph Wilhelm Wiedemann 1824.  Dolichopus fuscipennis ingår i släktet Dolichopus och familjen styltflugor. Inga underarter finns listade i Catalogue of Life.